# كيلي فيشر
كيلي فيشر (بالإنجليزية: Kelly Fisher)‏ هي لاعبة سنوكر بريطانية، ولدت في 25 أغسطس 1978 في غرب يوركشير في المملكة المتحدة.

## وصلات خارجية
- كيلي فيشر على موقع AZBilliards.com (الإنجليزية)
- كيلي فيشر على موقع CueTracker.net (الإنجليزية)
- كيلي فيشر على موقع الجمعية الدولية للألعاب العالمية (الإنجليزية)